# Paradise (Utah)
Paradise város az USA Utah államában, Cache megyében. Lakosainak száma 971 fő (2020. április 1.).

## Népesség
A település népességének változása:
| Lakosok száma | 904  | 922  | 971  |
|               | 2010 | 2012 | 2020 |